# China Radio International
China Radio International (CRI) és l'emissora de ràdio internacional de propietat estatal de la Xina. Actualment té la seu a la zona de Babaoshan del districte de Shijingshan de Pequín. Va ser fundada el 3 de desembre de 1941 com a Ràdio Pequín. Més tard va adoptar el pinyin de Radio Beijing.
CRI manté les posicions oficials de la RPC. Igual que amb les emissores externes d'altres nacions, com ara Voice of America, BBC World Service i Radio Australia, CRI afirma "tenir un paper important en l'estratègia de poder suau de la RPC" i la política Go Out, amb l'objectiu d'ampliar la influència de la cultura i els mitjans xinesos en un escenari global. CRI intenta emprar nous mitjans per competir amb altres mitjans internacionals. A diferència d'altres emissores, el control de CRI mitjançant la propietat majoritària indirecta o el suport financer de les emissores de ràdio de diverses nacions no es divulga públicament.